# Protapanteles formosus
Protapanteles formosus är en stekelart som först beskrevs av Wesmael 1837.  Protapanteles formosus ingår i släktet Protapanteles och familjen bracksteklar. Inga underarter finns listade i Catalogue of Life.